# Codreni
 (mars 2020).
Codreni est un village du raion de Cimișlia, en Moldavie, à environ 30 kilomètres au sud de Chișinău. Il est composé de deux villages, Codreni et Zloți station.

## Histoire
Valeriu Săînu est devenu maire après les élections locales de 2007.

## Personnalités notables
- Nicolae Dabija, écrivain et homme politique.